# Batman: År ett
Batman: År ett (eng: Batman: Year One) är ett seriealbum och föreställer en modernare vision av Batmans ursprung. Den är producerad 1987, skrevs av Frank Miller, tecknades av David Mazzucchelli samt färglades av Richmond Lewis.
Förutom Batman fick flera av serieförlaget DC Comics superhjältar (bland annat Stålmannen) sina ursprungshistorier i en nyare och modernare tappning i mitten av 1980-talet, då de 50 år gamla berättelserna kändes omoderna. Detta hände i samband med serien "Crisis on Infinite Earths". 
Återberättandet av Batman präglar Gotham City som en förtärd stad, där Bruce Wayne för första gången drar på sig sin mantel och mask för att strida mot korruptionen som befäster hela staden. 
Frank Miller blev ombedd att skriva denna historia i fyra delar, med anledning av hur Batman – mörkrets riddare populariserades i seriekretsarna. I hans tappning av Batman är han en både storhetsvansinnig och psykotisk människa. Även i filmen Batman Begins finns det spår av detta. 
Batman: År Ett är ett av de större seriealbumen, och visar en del av "kritiken" till Batman fast här i en seriösare tappning. I stora drag kretsar den runt hur Batman och den nyförflyttade konstapeln Jim Gordon, slår sig samman och slåss mot korruptionen från varsitt håll.

## Film
År 2000 anlitades Darren Aronofsky för att göra en otecknad film baserad på serien, med ett manus skrivet av Frank Miller. Denna film gjordes dock aldrig.
År 2011 släpptes det en tecknad film baserad på serien.